# Художник и город
«Художник и город» (порт. «O Pintor e a Cidade») — короткометражный документальный фильм португальского режиссёра Мануэля де Оливейра, снятый в 1956 году, посвящённый творчеству португальского художника Антонио Круза (порт. António Cruz, 1907-1983). Первый цветной фильм Мануэля де Оливейра.

## Сюжет
Фильм рассказывает о португальском художнике Антонио Крузе и о создании им серии акварелей с видами города Порту. 